# Alaginal, Bijapur
Alaginal là một làng thuộc tehsil Bijapur, huyện Bijapur, bang Karnataka, Ấn Độ.